# Irene Teutloff

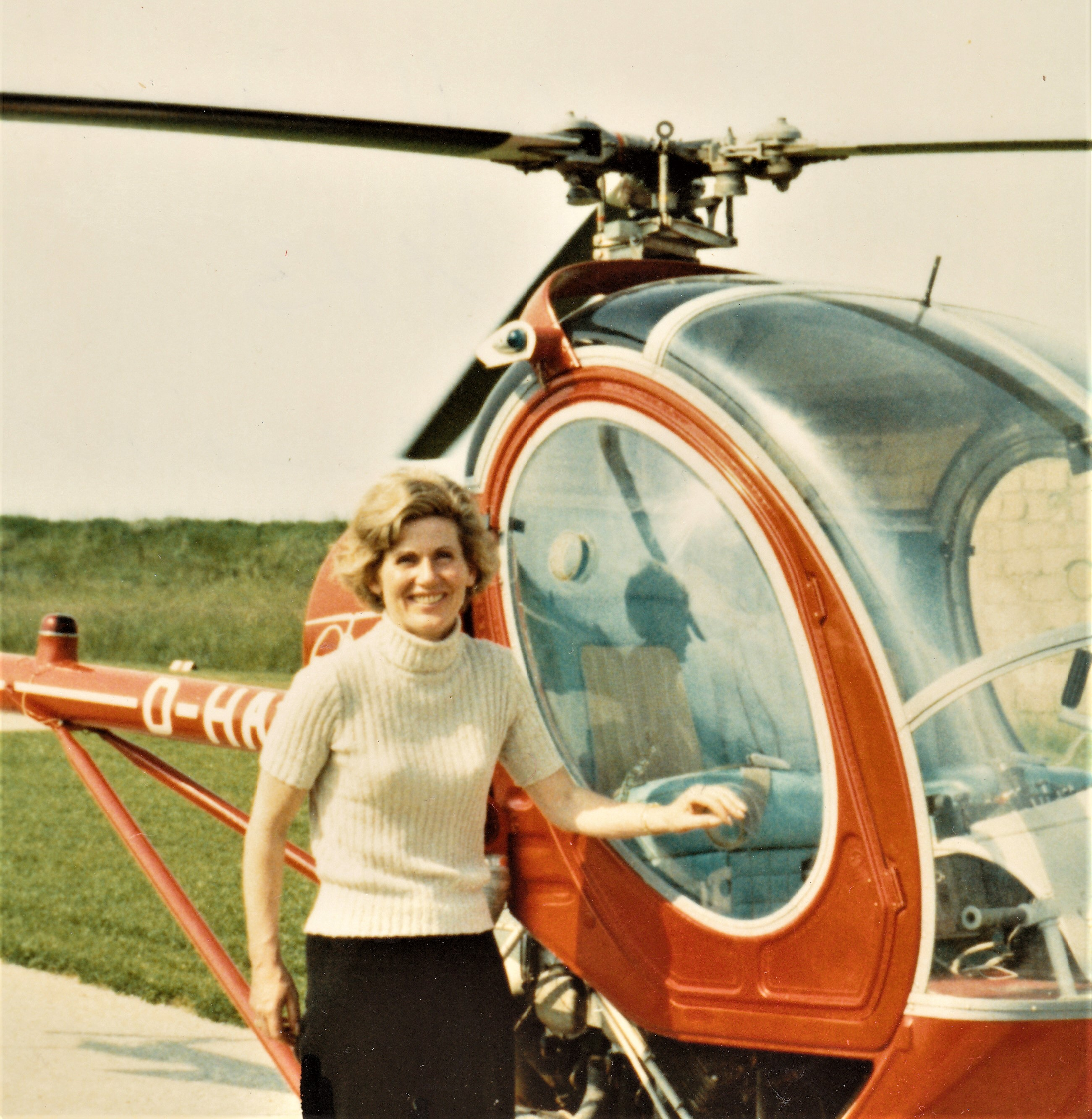
1971er Vizeweltmeisterin Irene Teutloff neben einer Hughes 300

Irene Teutloff (* 10. Dezember 1923; † 23. Dezember 2011) war die zweite Hubschrauberpilotin in Deutschland nach der Fliegerin Hanna Reitsch. Die Vizeweltmeisterin der ersten Hubschrauber-Weltmeisterschaft von 1971 engagierte sich als Schiedsrichterin und bei der Organisation von Weltmeisterschaften. Als europäische Vizepräsidentin der „Whirly Girls“ rief sie 1982 ein Stipendium ins Leben, um Frauen für die Fliegerei zu begeistern.

## Jugendjahre
Irene Teutloff wurde am 10. Dezember 1923 als Irene Lingnau in Danzig geboren und wuchs dort mit ihren vier Geschwistern auf. Nach den Härten der Kriegs- und Vertreibungszeit, in denen sie das Schicksal vieler Vertriebener aus West- und Ostpreußen teilte, heiratete sie 1948 den Textilkaufmann Friedrich Willy Teutloff. Die Malerin Eleonore Lingnau-Kluge war eine ihrer Schwestern.

## Hinwendung zur Fliegerei
In den 1960er Jahren war das Hubschrauberfliegen eine Domäne der Männer, beherrscht von Berufspiloten und Heeresfliegern. Für Privatpersonen war Fliegen und Flugtraining Luxus. Als eine der wenigen Frauen begann Irene Teutloff ihre ersten Flugstunden 1966 mit einem Segelflieger in Samaden, Schweiz. Es folgten die Flugschein-Prüfungen für die Fläche, Sprechfunkzeugnisse und 1969 die Hubschrauberprüfung. Sie wurde nach Hanna Reitsch die zweite deutsche Hubschrauberpilotin. Die Flugstunden und die Prüfung für den Flugschein/Fläche fanden in Peine/Hannover statt, die Hubschrauberprüfung in Koblenz. Alle zwei Jahre waren für die Verlängerung des Flugscheines 20 Flugstunden für Helikopter und 24 Stunden für die Fläche nachzuweisen, ebenso ein regelmäßiger, intensiver ärztlicher Checkup. Bei der 4. Rallye deutscher Pilotinnen 1969 in Eddesse kam sie mit einer Cessna 172 von 31 teilnehmenden Maschinen auf den dritten Platz.

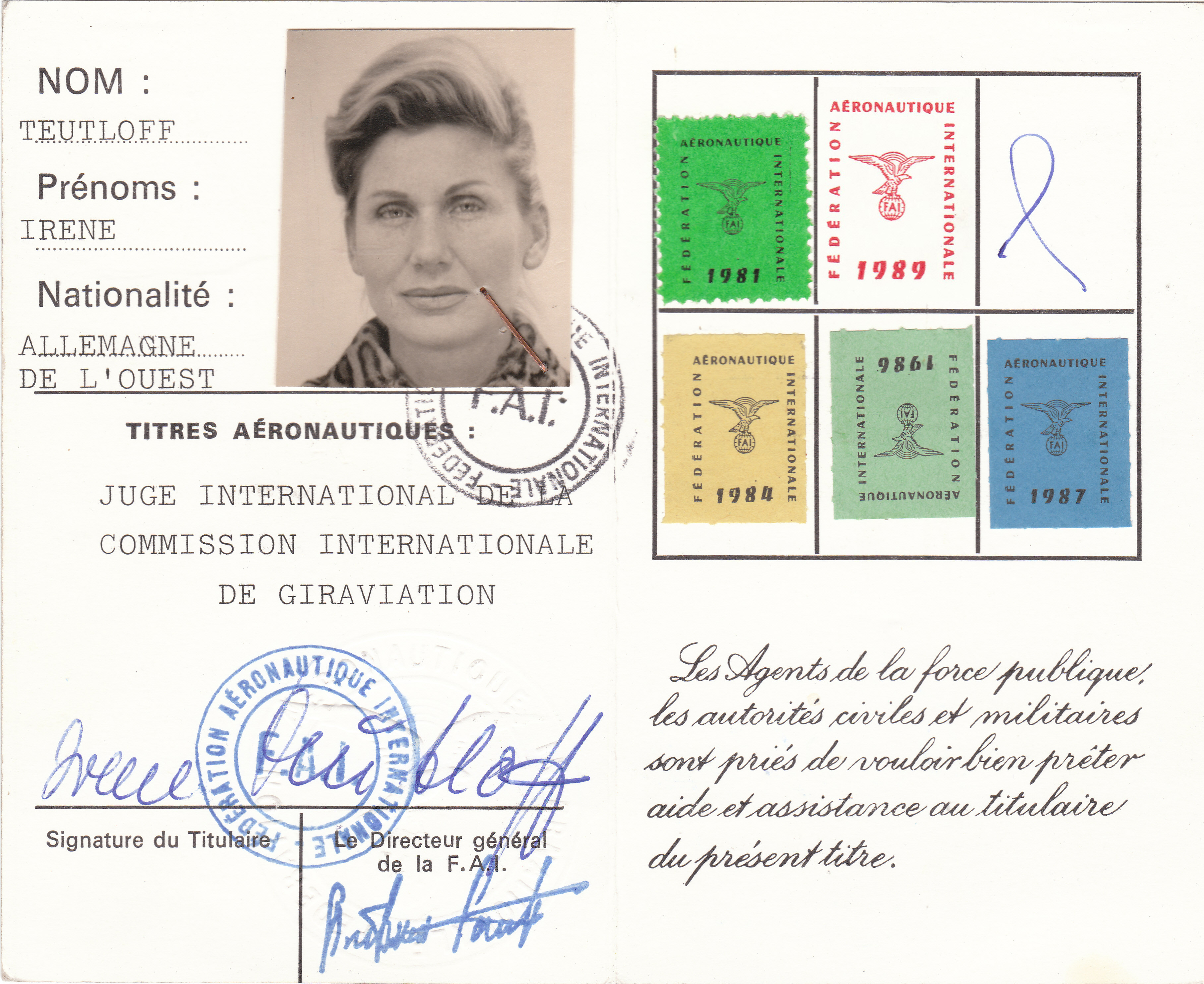
Ausweis für internationale Schiedsrichterzulassung Hubschrauberweltmeisterschaften

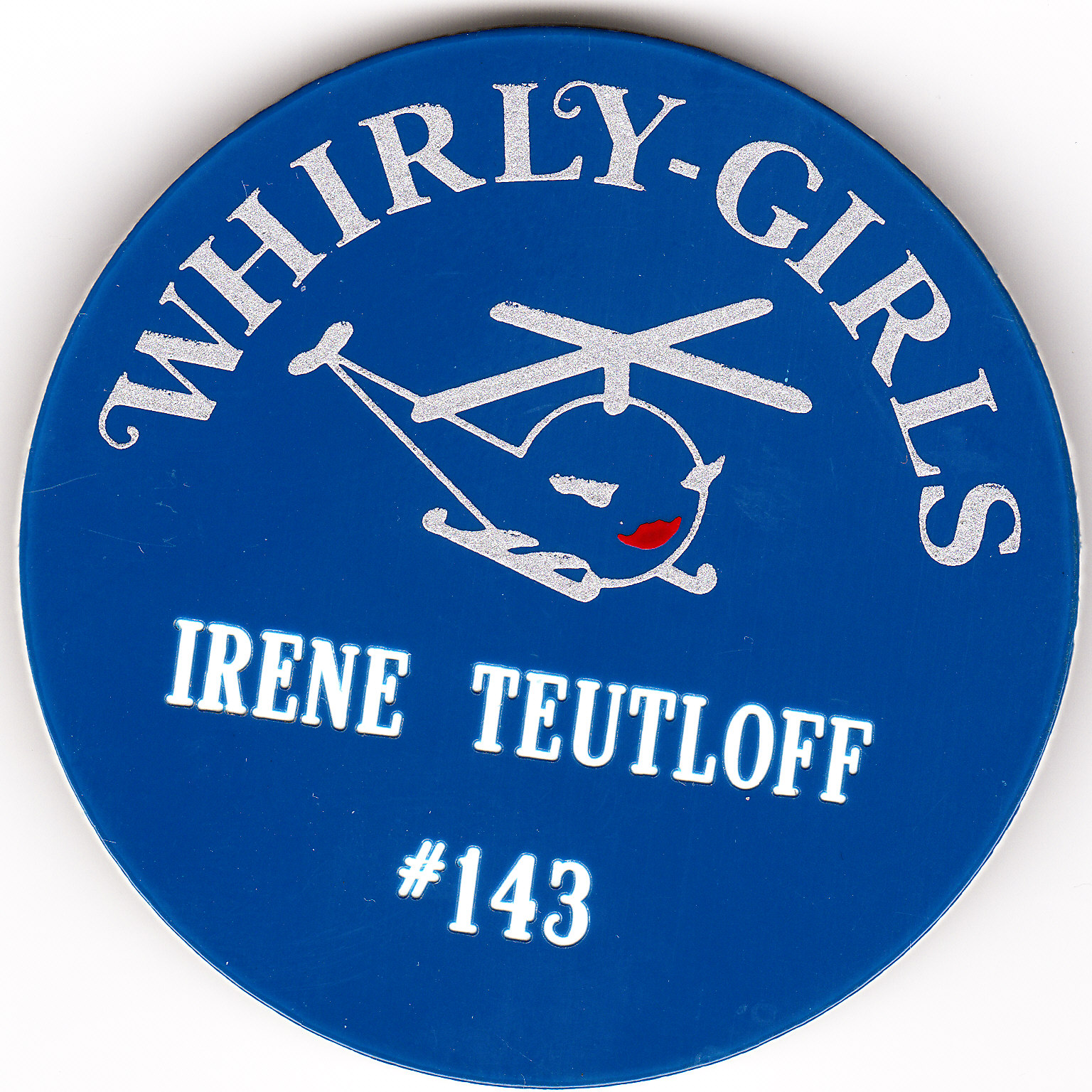
Persönliche Mitgliedsplakette der Whirly Girls

## Hubschrauberweltmeisterschaften

### Bückeburg, Deutschland 1971
Da keine Nation bisher vergleichbare Hubschrauberwettbewerbe durchgeführt hatte, waren die Vorbereitungen für die 1. Weltmeisterschaft entsprechend aufwändig. Der Deutsche Aero-Club Frankfurt erhielt den Auftrag, die Hubschrauber WM 1971 auszurichten und den Wettbewerb langfristig zu etablieren. Dafür mussten vor allem anerkannte Wettbewerbsaufgaben und Bewertungsmaßstäbe entwickelt werden. Die gesammelten Erfahrungen bei drei nationalen Meisterschaften wurden Grundlage für die einzelnen Wettbewerbsbedingungen. Zur Weltmeisterschaft kündigten sich auch Pilotinnen der „Whirly Girls“ an, die damals zwei deutsche Mitglieder hatten. Ihre Nummer eins war für Hanna Reitsch reserviert. Irene Teutloff hatte die Mitgliedsnummer 143. Insgesamt starteten 36 Mannschaften, davon 8 Frauenmannschaften. Auch die verschiedenen Kategorien der Hubschrauber (leichte/schwere Maschinen) sowie Berufs- und Privatpiloten wurden gemeinsam bewertet. Im Wettbewerb ging es um Pünktlichkeitsanflug, Hubschrauber-Slalom, Rettungsaufgaben, Stilwertung und Überlandflug. Hinter dem Team von Hanna Reitsch/Dorle Schrimpf belegte das Team von Irene Teutloff/Christel Terjung bei den Frauen den zweiten Platz und in der Gesamtbewertung den 20. Platz.

### Wizebsk/Weißrussland 1978
Für die 3. Hubschrauber-WM 1978, 500 km westlich von Moskau, war Irene Teutloff wieder als Pilotin gemeldet. Es wurde ein sportpolitisch und diplomatisch heikles Großereignis. Erste Verstimmungen gab es bei der Erteilung der Einreisevisa und beim Abgleich der Mannschaften. Die USA und Großbritannien zogen ihre Militärmannschaften zurück und die Bundeswehr reduzierte ihre Mannschaften. Schließlich wurden nur zwei Maschinen, die Bell UH-1D (Luftwaffe) die BO 105 (Heeresflieger) in die Transall C-160 verladen und gemeinsam mit den Mannschaften nach Wizebsk geflogen. Dort stellte sich zur Überraschung aller ausländischen Teilnehmer heraus, dass als Wettbewerbssprache nicht wie angekündigt Englisch, sondern Russisch festgelegt wurde. Das Kartenmaterial hatte einen ungewohnten Maßstab, fremde Kartenzeichen und zudem noch eine russische Beschriftung. Darüber hinaus wurden auch keine Flüge zur Orientierung im Gelände genehmigt. Die sowjetische Mannschaft wurde mit 36 von 42 Einzelmedaillen der klare Sieger des Wettbewerbs.

## Schiedsrichtertätigkeit
Die nachfolgenden Weltmeisterschaften begleitete sie in der Vorbereitung, der Organisation und in der Funktion als Schiedsrichterin: 1973 in Middle Wallop, England, 1981 in Piotrków Trybunalski, Polen, zusammen mit Werner Noltemeyer, dem Gründer des Hubschraubermuseums Bückeburg, und Hannes Lutter, 1986 in Castle Ashby, England, und 1989 in Chantilly, Frankreich.

## Die Whirly Girls
Im Jahr 1979 wurde sie Vizepräsidentin und europäische Direktorin der „Whirly Girls“. Diese gründeten sich 1945 als ein amerikanischer Club Helikopter fliegender Frauen. Eines der wesentlichen Anliegen der Organisation besteht darin, alljährlich Stipendien zu vergeben, die es jungen Frauen ermöglichen sollen, ihre Hubschrauberlizenz zu erwerben oder sie zu erweitern.

## Internationales Scholarship
In Anlehnung an die Ziele der Whirly Girls etablierte Irene Teutloff 1982 ein Internationales Scholarship zur Unterstützung von angehenden Pilotinnen außerhalb der USA. Für die bestplatzierten Teilnehmerinnen bei den Hubschrauber-Weltmeisterschaften rief sie den Hanna-Reitsch-Erinnerungspreis ins Leben und ließ nach aufwändigen Recherchen ein Modell der FW 62 von Henrich Focke von einem Modellbauer nachbauen. Es ist heute im National Air und Space Museum in Washington zu sehen. 2011 verstarb sie in Berlin. Materialien aus ihrer Hubschrauberzeit sind im Deutschen Technikmuseum archiviert.

## Artikel
- Auswertungsergebnisse der Ersten Hubschrauberweltmeisterschaft 16. – 19.9.1971 Bückeburg. In: Aerokurier 11/1971
- Berger, Margot:"Whirly Girls" machen den Piloten Konkurrenz. In: Hannoversche Presse 21. 9. 1971
- Bühlmann, Sabine: Helikopterpilotinnen. In: Lust auf Fliegen. VDP, Weimar 2018
- Liane Gerber: Irene Teutloff Portrait einer Hubschrauberpilotin, Vizeweltmeisterin und einem engagierten Whirly-Girl, 2016
- Fromm, Sabine: "Hoovern" ist am schwierigsten. In: die Welt 1970
- Sensen, Hedwig: Nachruf für Irene Teutloff – Hubschrauberpilotin, Vizeweltmeisterin im Hubschrauberflug. In: VDV, Münster 2012
- Teutloff, Gabriele; Venn, Astrid: Portrait einer passionierten Hubschrauberpilotin. In: Deutsches Technikmuseum Berlin 3/2014